# 太空競速
《太空竞速》是由雅达利开发并于1973年7月16日发行的街机游戏。这是公司继《乓》之后第二款游戏。在游戏中，两名玩家各自控制一艘火箭飞船，在躲避沿途有小行星的同时，比賽將先將飞船从屏幕底部移到顶部。《太空竞速》是第一款街机競速游戏，也是首款以邊避开障碍物的邊比賽穿越屏幕的游戏。